# El congreso (álbum)
El Congreso es el primer LP de Congreso, editado en 1971, bajo etiqueta EMI Odeón.
Luego de lanzar previamente dos sencillos editan un LP, que trae sonoridades aun algo desconocidas para el oído de la época, ya que mezclaban instrumentos eléctricos con autóctonos.
Este disco, es considerado como el más progresivo y cercano al Rock de la época, por lo que actualmente, se considera una pieza de culto, llegando al punto de existir reediciones posteriores en muchos países del mundo, que se agotan muy rápidamente.
Por este LP, Congreso recibe un reconocimiento en el Festival de la Nueva Canción Chilena.

## Historia
Tras la disolución de Los Masters, grupo de los Hermanos González y el bajista Fernando Hurtado; y de Los Sicodélicos, grupo del cual provenía Francisco Sazo, comienzan a hacer música.
Inicialmente, sólo improvisaban en los escenarios, hasta que nació la idea de mezclar los instrumentos eléctricos propios del rock con instrumentos autóctonos.
Así, los integrantes de la recién fundada banda Congreso, hablan con Pablo Neruda para musicalizar uno de sus poemas de su obra Crepusculario (1923), petición que él aceptó. El poema musicalizado sería "Maestranzas de Noche", musicalizado por Fernando González y grabado en 1970 por la EMI Odeón. El sencillo incluye además "El cóndor pasa", tradicional del folklore peruano, con una letra pacifista escrita por Francisco Sazo.
El sencillo predecesor fue "Vamos Andando mi Amigo", editado a comienzos de 1971, bajo la discográfica EMI Odeón. Finalmente, a mediados del mismo año, el LP fue publicado bajo el nombre de El Congreso, con una fuerte influencia de sonidos rock y folklore latinoamericano.
En 1972 se publicó el tercer sencillo del álbum, titulado "¿Cómo vas?", editado por la misma casa discográfica.

## Música y lírica
El Congreso, presenta influencias directas del Rock y del Folklore Latinoamericano, además de mostrar una lírica de corte pacifísta, creadas por Francisco Sazo, muy ligada con lo Hippie.
En este álbum, se nota la mano creadora de Fernando González, ya que es él, quién asume con el liderazgo de la banda.

## Lista de canciones
1. Maestranzas de noche. (Pablo Neruda, Fernando González)
2. Vamos andando mi amigo. (Francisco Sazo, Fernando González)
3. Así serás. (Francisco Sazo, Fernando González)
4. El errante. (Instrumental)(Fernando González)
5. Has visto caer una lágrima. (Sergio "Tilo" González)
6. Mírate al espejo. (Francisco Sazo, Fernando González)
7. Rompe tu espada, vive la vida. (Francisco Sazo, Leonardo Barahona)
8. La roca. (Francisco Sazo, Fernando González)
9. El Cóndor Pasa. (Daniel Alomía Robles)
10. Ella en todas partes. (Fernando González)
11. A.A.R. (Instrumental) (Fernando González)

## Integrantes
- Francisco Sazo: Voz
- Sergio "Tilo" González: Batería
- Fernando González: Primera guitarra
- Patricio González: Segunda guitarra, violoncelo
- Fernando Hurtado: Bajo eléctrico
- Hugo Pirovic: Músico invitado en flautas.

- Datos: Q16303146